# Hargnies (Nord)
Hargnies település Franciaországban, Nord megyében. Lakosainak száma 613 fő (2022. január 1.). Hargnies La Longueville, Vieux-Mesnil, Locquignol és Pont-sur-Sambre községekkel határos.

## Népesség
A település népességének változása:
| Lakosok száma | 593  | 604  | 617  | 607  | 609  | 613  | 622  | 626  | 613  |
|               | 2013 | 2015 | 2016 | 2017 | 2018 | 2019 | 2020 | 2021 | 2022 |